# Conops metaxantha
Conops metaxantha är en tvåvingeart som beskrevs av Walker 1864. Conops metaxantha ingår i släktet Conops och familjen stekelflugor. Inga underarter finns listade i Catalogue of Life.